# Soszyszcze
Soszyszcze (ukr. Сошище) – wieś na Ukrainie  w obwodzie tarnopolskim, w rejonie krzemienieckim.